# Aron Gunnarsson
Aron Einar Malmquist Gunnarsson (* 22. dubna 1989 Akureyri) je islandský profesionální fotbalista, který hraje na pozici středního záložníka za katarský klub Al-Arabi SC a za islandský národní tým, jehož je kapitánem.
Mimo Island působil na klubové úrovni v Nizozemsku, Anglii a Walesu. Je specialistou na dlouhá autová vhazování, která patří do taktického repertoáru islandského národního týmu.

## Reprezentační kariéra
Aron Gunnarsson hrál za islandské reprezentační výběry U17, U19 a U21.
V A-mužstvu Islandu debutoval 2. 2. 2008 na turnaji Malta International Tournament proti Bělorusku (prohra Islandu 0:2). V islandském národním týmu časem převzal funkci kapitána.
Dvojice trenérů islandského národního týmu Lars Lagerbäck a Heimir Hallgrímsson jej zařadila do závěrečné 23členné nominace na EURO 2016 ve Francii, kam se Island probojoval z kvalifikační skupiny A (byl to zároveň premiérový postup Islandu na Mistrovství Evropy). Na evropském šampionátu se islandské mužstvo probojovalo až do čtvrtfinále, kde podlehlo Francii 2:5 a na turnaji skončilo.